# Walter Urbach
Walter Urbach (* 21. April 1925 in Neuss; † 24. März 2018 in Kaarst) war ein deutscher Maler und Grafiker.

## Leben und Werk
1939 begann Urbach eine Lithografenlehre. Im letzten Kriegsjahr schrieb er sich an der Staatlichen Kunstakademie Düsseldorf ein. 1945, nach Kriegsende, wurde die Studentenzahl von der englischen Militärregierung begrenzt. Urbach wurde erneut angenommen. Er studierte bei Ewald Mataré (Abendakt), Wilhelm Schmurr (Zeichenklasse), Otto Coester (Radierung), Wilhelm Herberholz (Maltechnik). Mitstudenten waren Herbert Zangs und Joseph Beuys.
1949 wechselte Urbach nach dem Vorbild seines Onkels, des Malers und Grafikers Josef Urbach, an die Kölner Werkschulen, um sich der angewandten Grafik zu widmen. 1951 absolvierte er die Meisterprüfung als Lithograf. Erst spät kehrte er zur freien künstlerischen Arbeit zurück. Ab 1970 entstehen die ersten Mohn-Bilder. Von der botanisch genauen Abbildung wandelte sich das Thema zu immer freieren Bildkompositionen. Urbachs abstraktes Spätwerk wurde von Manfred Schneckenburger und Dieter Ronte entdeckt und ab 1999 in zahlreichen Einzelausstellungen in Galerien und Museen präsentiert. Urbach lebte und arbeitete seit 1963 in Kaarst, war verheiratet und hatte drei Kinder. Der Autor und Regisseur Tilman Urbach ist sein Sohn.

## Ausstellungen (Auswahl)
- 2017: Radierungen, Verein für Original-Radierung e.V., München
- 2016: Mohn – neue Arbeiten auf Papier,  Städtische Galerie Kaarst im Rathaus Büttgen
- 2010:  Aquarelle und grafische Arbeiten, Krefelder Kunstverein, Krefeld
- 2007: Papaver-Grafische Arbeiten, Kunstmuseum Bonn, Bonn
- 2005: Mohn – Kosmos aus Farbe, Clemens-Sels-Museum, Neuß
- 2002: Papaver, Kunstmuseum Bonn, Bonn

## Kataloge/Filme
- Walter Urbach, Mohnmaler, Dokumentarfilm, 93 Minuten, 2015, Buch und Regie Tilman Urbach
- Walter Urbach, Papaver - Grafische Arbeiten, Herausgegeben vom Kunstmuseum Bonn, 2007
- Walter Urbach, Mohn - Kosmos aus Farbe,  Clemens-Sels-Museum, Neuß, 2005
- Walter Urbach, Papaver, Kunstmuseum Bonn, 2002